# Richard Ledezma
Richard Ledezma (ur. 6 września 2000 w Phoenix) – amerykański piłkarz pochodzenia meksykańskiego występujący na pozycji prawego obrońcy lub środkowego pomocnika, reprezentant Stanów Zjednoczonych, od 2024 roku zawodnik holenderskiego PSV.
Jego rodzice pochodzą z Meksyku.